# عملیات کردیبل اسپورت

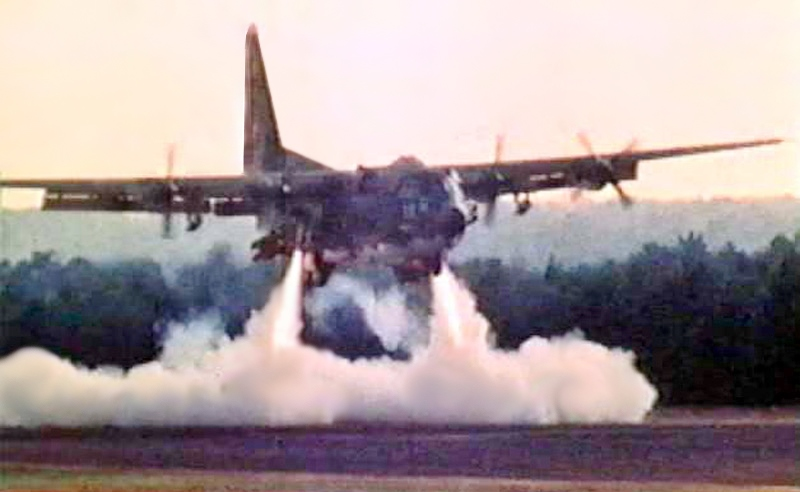
تبدیل سی۱۳۰ به هواپیمای عمود پرواز با نصب راکت بر روی آن به عنوان بخشی از آماده‌سازی برای عملیات کردیبل اسپورت.

عملیات کردیبل اسپورت پروژه مشترک نیروهای مسلح ایالات متحده آمریکا در نیمه دوم سال ۱۹۸۰ برای آماده سازی برای تلاشی دیگر برای نجات گروگان های ایالات متحده در ایران بود که پس از شکست عملیات پنجه عقاب آغاز شد. این عملیات شامل استفاده از هواپیمای هوایی لاکهید سی-۱۳۰ هرکولس با اضافه شدن موتورهای موشکی بود تا هواپیماها قادر به فرود و برخاست کوتاه (STOL) شده و قادر به فرود در زمین درون استادیوم فوتبال در تهران باشند. عملیات کردیبل اسپورت زمانی فسخ شد که در تاریخ ۲ نوامبر ۱۹۸۰، پارلمان ایران برنامه الجزایر را برای آزادی گروگان ها پذیرفت و دو روز بعد رونالد ریگان به عنوان رئیس جمهور آمریکا انتخاب شد. 
مفهوم یک هواپیمای بزرگ حمل و نقل نظامی استول (STOL) در سال ۱۹۸۱-۱۹۸۲ همراه با پروژه پیگیریکردیبل اسپورت ۲ شد. در این پروژه از یکی از هواپیماهای اصلی عملیات به عنوان نمونه اولیه YMC-130 برای لاکهید ام‌سی-۱۳۰ استفاده شده‌است. 